# Klaus Klein (Fußballspieler)
Klaus Klein (* 27. August 1950) ist ein ehemaliger deutscher Fußballspieler, der in der Bundesliga für den FC Bayern München gespielt hat.

## Karriere
Aus der Jugendabteilung des FC Bayern München hervorgegangen, gehörte Klein zur Saison 1969/70 dem Profi-Kader der Bayern an. Sein Bundesligadebüt gab er an seinem 19. Geburtstag am 27. August 1969 (3. Spieltag) beim 2:1-Sieg im Heimspiel gegen Eintracht Frankfurt mit Einwechslung für Dieter Brenninger in der 84. Minute. Nach zwei weiteren Ligaspielen, in denen er durch Einwechslungen zum Einsatz kam, verließ er den Verein am Saisonende.
Von 1970/71 bis 1973/74 absolvierte er vier Spielzeiten in der Regionalliga Süd für den SSV Jahn Regensburg, der 1974 als Tabellenletzter in die Amateurliga Bayern abstieg. Für den SSV Jahn Regensburg bestritt Klein außerhalb des Punktspielbetriebes ein Spiel um den DFB-Pokal. Am 29. Juli 1970 verlor er mit seiner Mannschaft im Achtelfinale ausgerechnet gegen seinen ehemaligen Verein – dem FC Bayern München – im Olympiastadion mit 0:4.
Von 1974/75 bis 1978/79 spielte er für den Zweitligisten FC Bayern Hof, für den er in der Staffel Süd 131 Einsätze bestritt und sieben Tore erzielte. Des Weiteren kam er in neun Spielen um den Vereinspokal zum Einsatz – ohne Tor.